# La prova (Ágota Kristóf)
La prova è la seconda parte della Trilogia della città di K., romanzo della scrittrice Ágota Kristóf nella quale si narra la vita condotta dall'adolescente Lucas T. in seguito alla partenza del fratello al di là della frontiera. La prima parte è Il grande quaderno del 1986, mentre l'ultima parte è La terza menzogna del 1991.

## Trama
Questa seconda parte del racconto si apre con un periodo di malessere di Lucas dovuto proprio alla separazione dal gemello Claus con il quale era un tutt'uno. Successivamente intervengono nella vicenda diversi personaggi tra cui il cartolaio Victor che venderà la sua casa e la sua libreria a Lucas e che verrà poi condannato a morte per lo strangolamento della sorella Sophie, la bibliotecaria Clara nonché amante di Lucas ed ossessionata dalla morte del marito Thomas, Peter caro amico di Lucas ed infine Mathias, bambino nato da una relazione incestuosa tra una donna e il padre, affetto da malformità ma dotato di un'acuta intelligenza. Al termine della vicenda il bambino si toglierà la vita perché tormentato dalla sua deformità che a suo giudizio non gli permetteva di essere amato da Lucas come un figlio. La storia si chiude con il ritorno del gemello Claus nella città natale, dove non trova il suo gemello.